# Midori Goto
Midori Goto (tiếng Nhật: 五嶋 みどり, Gotō Midori, sinh ngày 25 tháng 10 năm 1971) thường được biết đến với nghệ danh Midori, là một nghệ sĩ vĩ cầm người Mỹ gốc Nhật. Bà ra mắt công chúng lần đầu cùng Dàn nhạc giao hưởng New York năm 11 tuổi với tư cách là khách mời độc tấu bất ngờ tại Dạ tiệc Giao thừa năm 1982. Năm 1986, buổi biểu diễn của bà tại Lễ hội âm nhạc Tanglewood do Leonard Bernstein chỉ huy  tác phẩm của mình đã xuất hiện trên trang nhất của tờ The New York Times. Midori đã sớm trở thành một thần đồng nổi tiếng và là một trong những nghệ sĩ vĩ cầm xuất sắc nhất của thế giới khi trưởng thành.
Midori được vinh danh là một nhà giáo dục cùng với những nỗ lực gắn kết cộng đồng của bà. Khi mới 21 tuổi, bà đã thành lập quỹ Midori and Friends để mang sự giáo dục âm nhạc đến những người trẻ tuổi trong các cộng đồng không có được sự quan tâm của người dân ở Thành phố New York và Nhật Bản. Sau đó tổ chức này đã phát triển thành bốn tổ chức riêng biệt với tầm ảnh hưởng lớn trên toàn thế giới. Năm 2007, Midori được bổ nhiệm làm Sứ giả Hòa bình của Liên hợp quốc. Năm 2018, bà làm giảng viên khoa vĩ cầm tại Học viện Âm nhạc Curtis. Bà cũng giữ ghế Giáo sư Âm nhạc tưởng niệm Thẩm phán Widney tại Trường Âm nhạc USC Thornton. Midori được bầu vào Viện Hàn lâm Khoa học và Nghệ thuật Hoa Kỳ năm 2012.

## Cuộc sống ban đầu
Midori được sinh ra với tên khai sinh là Gotō Midori tại Osaka, Nhật Bản vào ngày 25 tháng 10 năm 1971. Bà bỏ tên họ của cha mình sau khi cha mẹ ly hôn vào năm 1983 và ban đầu biểu diễn dưới nghệ danh Mi Dori, sau đó quyết định chọn đơn danh Midori tới hiện nay. Cha bà là một kỹ sư có tiếng và mẹ bà là Gotō Setsu, một nghệ sĩ vĩ cầm chuyên nghiệp. Hồi bé, Midori thường xuyên được mẹ mình đưa đến các buổi diễn tập cho dàn nhạc, nơi bà thường ngủ ở hàng ghế đầu của khán phòng trong khi mẹ mình tập duyệt. Một ngày nọ, Setsu nghe thấy Midori hai tuổi đang ngân nga lại giai điệu một bản concerto của Bach đã được tập trước đó hai ngày. Sau đó, Midori thường cố gắng chạm vào cây vĩ cầm của mẹ, thậm chí bà còn trèo lên chiếc ghế của cây đàn piano trong gia đình để cố chạm vào cây vĩ cầm trên nóc đàn piano. Vào ngày sinh nhật thứ ba của Midori, mẹ bà đã tặng cho bà một cây vĩ cầm cỡ 1/16 và bắt đầu dạy cho Midori những bài học đầu tiên về cây đàn.

## Sự nghiệp
Midori có buổi biểu diễn đầu tiên trước công chúng vào năm 6 tuổi, bà chơi một trong 24 Caprice cho violin của Paganini ở quê hương bà, Osaka. Năm 1982, bà và mẹ mình chuyển đến Thành phố New York, nơi Midori bắt đầu học violin với Dorothy DeLay tại Phân hiệu Dự bị Đại học của Trường Juilliard và Trường và Lễ hội Âm nhạc Aspen. Trong phần ứng cử của mình, Midori đã biểu diễn bản Chaconne dài 13 phút của Bach, thường được coi là một trong những bản violin solo khó nhất. Trong cùng năm, bà đã có buổi hòa nhạc đầu tiên với Dàn nhạc giao hưởng New York dưới sự chỉ đạo của Zubin Mehta, người nhạc trưởng sau này cùng bà thu âm với hãng Sony Classical. Năm 1986, bà đã trình diễn bài Serenade huyền thoại của Leonard Bernstein tại Lễ hội âm nhạc Tanglewood, do chính ông làm chỉ huy trưởng. Trong buổi biểu diễn, bà bị đứt dây Mi trên cây đàn violin của mình, sau đó lại  tiếp tục gặp sự cố tương tự trên cây đàn Stradivarius của người bè trưởng mà bà mượn. Bà đã hoàn thành màn trình diễn với chiếc Guadagnini của bè phó và nhận được sự hoan nghênh nhiệt liệt. Ngày hôm sau, trên trang nhất của The New York Times đăng dòng tiêu đề  "Một cô gái, 14 tuổi, chinh phục buổi biểu diễn tại Tanglewood bằng 3 cây vĩ cầm".
Khi Midori 15 tuổi, bà rời trường cao đẳng âm nhạc Juilliard vào năm 1987 sau 4 năm và trở thành một nghệ sĩ vĩ cầm chuyên nghiệp từ đó. Vào tháng 10 năm 1989, bà tổ chức sinh nhật lần thứ 18 với buổi ra mắt cùng dàn nhạc Carnegie Hall. Midori biểu diễn bản Concerto cho Violin của Bartok số 2. Bốn ngày trước sinh nhật lần thứ 19 của mình, bà cũng biểu diễn độc tấu với dàn nhạc Carnegie Hall vào năm 1990. Cả hai màn trình diễn đều được giới phê bình đánh giá cao. Năm 1990, bà tốt nghiệp trường Thiếu niên Chuyên nghiệp tại New York mà bà theo học về các môn học tập khác.
Năm 1992, bà thành lập quỹ Midori and Friends, một tổ chức phi lợi nhuận nhằm mục đích mang lại giáo dục âm nhạc cho trẻ em ở Thành phố New York và ở Nhật Bản sau khi biết được tình trạng thiếu hụt nghiêm trọng đối với giáo dục âm nhạc tại các trường học ở Hoa Kỳ. Ngoài ra, tổ chức Music Sharing của bà bắt đầu thành lập với tư cách là văn phòng chi nhánh tại Tokyo của Midori and Friends và sau đó được chứng nhận là một tổ chức độc lập vào năm 2002. Music Sharing tập trung vào việc giáo dục âm nhạc cổ điển phương Tây và âm nhạc truyền thống Nhật Bản cho những người trẻ tuổi, bao gồm cả hướng dẫn chơi nhạc cụ cho người khuyết tật. Chương trình Gắn kết Cộng đồng Quốc tế của tổ chức này là một chương trình đào tạo dành cho các nhạc sĩ có nguyện vọng được quốc tế lựa chọn nhằm thúc đẩy trao đổi văn hóa và gắn kết cộng đồng.

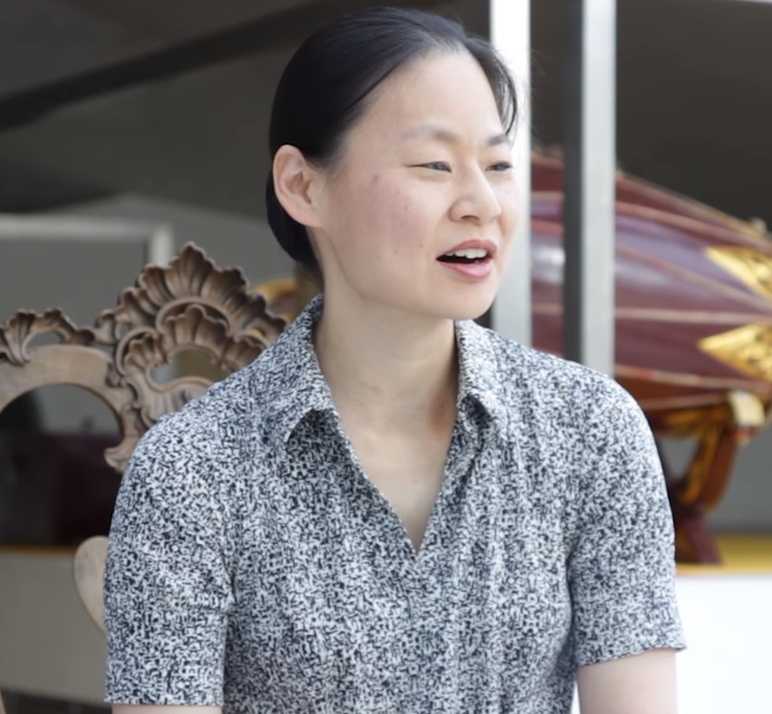
Midori Goto trong một buổi phỏng vấn năm 2012.

Năm 2000, Midori tốt nghiệp đại học hạng ưu tại Trường Gallatin thuộc Đại học New York với bằng cử nhân Tâm lý học và Giới tính và hoàn thành chương trình đào tạo trong 5 năm đồng thời tiếp tục biểu diễn trong các buổi hòa nhạc. Sau đó, bà lấy bằng thạc sĩ tâm lý học tại trường vào năm 2005. Đề tài luận văn thạc sĩ của bà là nghiên cứu về cơn đau. Năm 2001, Midori đã trở lại sân khấu và đảm nhận vị trí giảng dạy tại Trường Âm nhạc Manhattan. Năm 2001, với số tiền mà Midori nhận được từ việc giành được Giải thưởng Avery Fisher, bà đã thành lập chương trình Partners in Performance nhằm tập trung vào các tổ chức âm nhạc cổ điển trong các cộng đồng nhỏ hơn. Năm 2004, Midori khởi động chương trình Orchestra Residencies tại Hoa Kỳ dành cho các dàn nhạc trẻ, chương trình này đã được mở rộng để có thêm các hoạt động hợp tác với các dàn nhạc bên ngoài Hoa Kỳ vào năm 2010.
Năm 2004, Midori được bổ nhiệm làm giáo sư tại Trường Âm nhạc Thornton của Đại học Nam California, nơi bà đang nắm giữ chức vụ mà Jascha Heifetz từng đảm nhiệm. Bà trở thành cư dân toàn thời gian của Los Angeles vào năm 2006 sau một thời gian đi lại hai bên bờ Tây và bờ Đông và được đề bạt làm chủ tịch Cục Nhạc cụ dàn dây vào năm 2007. Năm 2012, bà được vinh danh là giáo sư xuất sắc tại USC, và được bầu vào Viện Hàn lâm Khoa học & Nghệ thuật Hoa Kỳ, sau đó được Đại học Yale trao bằng tiến sĩ âm nhạc danh dự. Midori là Giáo sư thỉnh giảng về Âm nhạc và Giáo dục Âm nhạc Cổ điển tại Đại học Oxford từ năm 2013 tới 2014. Midori gia nhập khoa violin của Học viện Curtis tại Philadelphia trong năm học 2018–2019 và vẫn thuộc khoa violin của Trường Âm nhạc Thornton thuộc Đại học Nam California với tư cách là Giáo sư Âm nhạc Thẩm phán Widney.

## Chứng nhận và vinh danh
Ngoài việc được chính phủ Nhật Bản vinh danh là Nghệ sĩ của năm (1988) và nhận Giải thưởng Âm nhạc Suntory lần thứ 25 (1993), Midori đã giành được Giải Avery Fisher (2001), Giải thưởng Nghệ sĩ nhạc cụ của năm (2002) , Deutscher Schallplattenpreis (2002, 2003), Huy chương Vàng về Nghệ thuật của Trung tâm Kennedy (2010), Giải thưởng Cố vấn Mellon (2012). Năm 2007 Midori được mệnh danh là Sứ giả Hòa bình của Liên hợp quốc. Năm 2012, bà nhận được Giải thưởng Pha lê danh giá do Diễn đàn Kinh tế Thế giới tại Davos trao tặng cho "20 năm cống hiến cho công việc gắn kết cộng đồng trên toàn thế giới". Vào tháng 5 năm 2021, bà là người được vinh danh trong Danh sách vinh dự lần thứ 43 của Trung tâm Kennedy.

## Cuộc sống cá nhân
Vào tháng 9 năm 1994, Midori đột ngột hủy bỏ các buổi biểu diễn của mình và rút lui khỏi công chúng. Lần đầu tiên bà bị nhập viện và được chẩn đoán chính thức là mắc chứng chán ăn. Ở tuổi đôi mươi, Midori đã phải vật lộn với chứng biếng ăn và trầm cảm, dẫn đến một số lần phải nằm viện liên tiếp. Sau đó, bà đã viết về những khó khăn cá nhân này trong cuốn hồi ký năm 2004 mang tên Einfach Midori (tạm dịch: Đơn giản là Midori), được xuất bản bằng tiếng Đức chứ không phải tiếng Anh.(Tựa sách đã được cập nhật và phát hành lại ở các nước nói tiếng Đức vào năm 2012.) Sau khi hồi phục, bà tiếp tục đi biểu diễn và cũng theo học ngành tâm lý học và nghiên cứu giới tính tại Đại học New York. Trong một thời gian, bà coi tâm lý học như một nghề thay thế, với trọng tâm là làm việc và tiếp xúc với trẻ em.
Midori có một người em trai cùng mẹ khác cha là Ryu và cha dượng của bà là Makoto Kaneshiro (cựu trợ lý của Dorothy DeLay), họ đều là nghệ sĩ violin.

## Nhạc cụ
Midori chơi trên cây vĩ cầm "ex-Huberman" 1734 của thợ làm đàn vĩ cầm Guarneri. Những chiếc vĩ của đàn mà bà đang sử dụng được chế tác bởi  các nghệ nhân Dominique Peccatte và François Peccatte.